# I ragazzi del computer
I ragazzi del computer (titolo originale The Whiz Kids, in Italia conosciuto anche come 4 ragazzi X 1 computer, così come appare il titolo della serie nella sigla iniziale) è una serie televisiva dei primi anni ottanta di 18 puntate prodotta e realizzata dalla CBS negli Stati Uniti d'America tra il 1983 ed il 1984.
Poiché non ebbe grande successo, venne cancellata dopo soli 18 episodi. La serie è chiaramente ispirata al film di culto Wargames - Giochi di guerra.

## Trama
Durante tutta la serie TV, ambientata a Calabasas nei pressi di Los Angeles, si narra di un gruppo di teenager, il cui leader Richie Adler, vero genietto del gruppo, risolve brillantemente insieme ai suoi amici vari casi, dalle frodi bancarie e telematiche ad intrighi di varia natura. A dare una mano al gruppetto ci sono Llewellen Farley, un giornalista che fornisce loro informazioni per la risoluzione dei casi e spesso chiede in cambio storie da scrivere per i suoi articoli giornalistici, e Neal Quinn, un agente di polizia (nonché cognato di Farley) che a seguito delle indagini condotte incastra di volta in volta i cattivi di turno.
Elemento centrale della serie è RALF, un computer assemblato da Richie con i componenti che il padre gli regala periodicamente. RALF è capace di pensare ed è dotato di sintesi vocale, di analizzatore lessicale, di una telecamera per il riconoscimento visivo nonché di un braccio robot: grazie a questi strumenti esso può ascoltare, comprendere e parlare con Richie.

## Episodi
| Stagione       | Episodi | Prima TV USA | Prima TV Italia |
| -------------- | ------- | ------------ | --------------- |
| Prima stagione | 18      | 1983-1984    | 1985-1990       |

## Musiche
Le musiche di sottofondo sono prevalentemente musiche elettroniche, anche se non mancano alcuni adattamenti di pezzi di musica classica. Il motivo principale è un arrangiamento del primo movimento del Concerto per pianoforte e orchestra n. 21 K467 di Mozart, più altri pezzi suonati nella serie (Mozart KV 545). Compaiono anche la sinfonia del Barbiere di Siviglia di Rossini, usata nell'episodio n. 17 e come motivo per sottolineare le scene più pericolose, ed il "tema d'amore" del poema sinfonico Romeo e Giulietta di Tschaikovsky, usato sempre nell'episodio n. 17 per sottolineare un momento romantico che coinvolge Richie.

## Computer apparsi negli episodi
Negli episodi della serie compaiono diversi computer dell'epoca, tra cui:
- i Computer Commodore PET, Commodore 64
- il Monitor Commodore 1702, in una puntata come parte di Ralf
- il computer portatile Gavilan SC
- il robot giocattolo HERO commercializzato da Heathkit
- i computer Apple II e Apple IIe
- l'IMSAI PCS 80/30 e l'IMSAI 8080, come parti di RALF;
- un dispositivo crittografico descritto come una macchina Enigma (episodio nº 12);
- un Dynalogic Hyperion (episodio nº 12);
- il TRS-80 Modello 100.
- Sinclair ZX-81.

## Camei
Nella serie ci sono vari cameo di personaggi famosi; ad esempio, nel terzo episodio Deadly Access, andato in onda sulla CBS il 26 ottobre 1983 compare Andrew Jackson "AJ" Simon (Jameson Parker) della serie TV Simon & Simon. La visita di cortesia sarà ricambiata dal gruppo dei ragazzi nell'episodio cross-over di Simon & Simon che ha per titolo Fly the alibi skies - quinto episodio della terza stagione, andato in onda sulla CBS il 27 ottobre 1983.
Nell'episodio numero 5, andato in onda il 9 novembre 1983, dal titolo A chip off the old block riappare AJ Simon. Un episodio simile si rivede sulla serie Simon & Simon.